# IC 1182
IC 1182 је лентикуларна галаксија у сазвјежђу Херкул која се налази на листи објеката дубоког неба у Индекс каталогу.
Деклинација објекта је + 17° 48' 10" а ректасцензија 16h 5m 36,7s. Привидна величина (магнитуда) објекта IC 1182 износи 14,3 а фотографска магнитуда 15,2. IC 1182 је још познат и под ознакама UGC 10192, MCG 3-41-104, CGCG 108-126, DRCG 34-78, KUG 1603+179B, NPM1G +17.0584, MK 298, PGC 57084.